# Șopârlița
Șopârlița è un comune della Romania di 1 571 abitanti, ubicato nel distretto di Olt, nella regione storica dell'Oltenia. 
Șopârlița è divenuto comune autonomo nel 2004, staccandosi dal comune di Pârșcoveni.